# インディ・ハートウェル
インディ・ハートウェル（Indi Hartwell、1996年8月17日 - ）は、オーストラリアのビクトリア州メルボルン出身のプロレスラー。

## 来歴

### NXT
2019年11月5日、WWEと契約したことが発表された。11月7日、NXTでデビューした。2020年1月15日、NXT女子王座の挑戦権を獲得できる、ナンバーワン・コンテンダー・バトルロイヤルに参加した。7月15日、ショッツイ・ブラックハートに勝利。12月9日、ジョニー・ガルガノは、キャンディス・レラエ、オースティン・セオリー、ハートウェルと、ザ・ウェイを結成した。
2021年1月22日、ハートウェルとレラエは、女子ダスティ・ローデス・タッグチーム・クラシックの準々決勝で、コーラ・ジェイドとジジ・ドリンのチームに勝利。2月10日、ハートウェルとレラエは、準決勝で、エンバー・ムーンとショッツィ ブラックハートに敗れた。4月8日、TakeOver: Stand & Deliverで、ハートウェルとレラエは、ムーンとショッツイにNXT女子タッグチーム王座戦で対戦するが、敗北。ハートウェルとレラエは、再びムーンとショッツイと対戦し、勝利。NXT女子タッグチーム王座を獲得した。グレート・アメリカン・バッシュで、紫雷イオ、ゾーイ・スタークとタイトルを賭けて対戦したが、敗北した。
デクスター・ルミスとの恋愛感情をあらわにし、8月17日に結婚。ハロウィン・ハボックで、ペルシャ・ピロッタとチームを組んで、トキシック・アトラクション、イオとスタークと対戦したが、敗北。11月12日、ヴァレンティーナ・フェロズを破った。復讐の日、ハートウェルとピロッタは、トキシック・アトラクションと対戦したが、敗北。その後、女子ダスティ・ローデス・タッグチーム・クラシックに参加するも、第1ラウンドでダコタ・カイとウェンディ・チューに敗れた。
2022年7月19日、20人の女性バトルロイヤルに出場し、アリアナ・グレイスを排除したが、ティファニー・ストラットンによって排除された。8月23日、ブレア・ダベンポートに敗れた後、デクスター・ルミスと再会した。12月6日、トリプルスレットマッチでファロン・ヘンリーとウェンディ・チューを破り、 NXTデッドラインでの女性のアイアンサバイバーチャレンジに参加し、敗北。2023年1月10日のニューイヤーズ・イビルで20人の女性バトルロイヤルに参加し、ラッシュ・レジェンドを排除したが、ジジ・ドリンとジェイシー ジェインより敗北。1月28日、ロイヤルランブルの試合に26番目に出場したが、ソーニャ・デビルに排除された。3月21日、NXTスタンド & デリバーのNXT女子王座戦のラダーマッチ参加者を決める予選に、ティファニー・ストラットンと対戦するも敗北。3月28日、アイビー・ナイル、ソル・ルカと対戦し勝利、挑戦権を獲得。スタンド & デリバーで、王者のロクサーヌ・ペレス、ライラ・ヴァルキュリア、ティファニー・ストラットン、ゾーイ・スターク、ジジ・ドリンと対戦した。デクスター・ルミスの援助により、NXT女子王座を獲得。試合後、タッグチームパートナーのキャンディス・レラエ、ザ・ウェイリーダーのジョニー・ガルガノもハートウェルの元へ駆けつけ、王座獲得を祝う。

## 私生活
彼女はLGBTQ+コミュニティの一員であり、リゼットという女性と公に交際している。

## 獲得タイトル
BCW
- BCW女子王座 : 1回

ニューカッスル・プロレスリング
- Newyプロ女子王座 : 1回
- クイーン・オブ・ザ・キャッスル (2013)

RCW
- RCW女子王座 : 1回

WSW
- WSW女子王座 : 1回

WWE
- NXTタッグチーム王座 : 1回（w /キャンディス・レラエ）
- NXT女子王座 : 1回

## 入場曲
- Impressive
- Bullet Rain
- Comin Back for you